# Uljana Kotar
Uljana Serhijivna Kotar (ukrainska: Уляна Сергіївна Котар), född 26 oktober 2000 i Nyva Trudova i Dnipropetrovsk oblast i Ukraina, är en volleybollspelare (center).
Kotar spelar med Ukrainas landslag. På klubbnivå har hon spelat med lag i Ukraina och Rumänien.